# Chemung (Illinois)
Chemung es un lugar designado por el censo ubicado en el condado de McHenry en el estado estadounidense de Illinois. En el Censo de 2010 tenía una población de 308 habitantes y una densidad poblacional de 424,71 personas por km².

## Geografía
Chemung se encuentra ubicado en las coordenadas 42°24′58″N 88°39′51″O / 42.41611, -88.66417. Según la Oficina del Censo de los Estados Unidos, Chemung tiene una superficie total de 0.73 km², de la cual 0.73 km² corresponden a tierra firme y (0%) 0 km² es agua.

## Demografía
Según el censo de 2010, había 308 personas residiendo en Chemung. La densidad de población era de 424,71 hab./km². De los 308 habitantes, Chemung estaba compuesto por el 89.29% blancos, el 5.52% eran afroamericanos, el 0% eran amerindios, el 0% eran asiáticos, el 0% eran isleños del Pacífico, el 4.55% eran de otras razas y el 0.65% pertenecían a dos o más razas. Del total de la población el 17.21% eran hispanos o latinos de cualquier raza.